# Île de Rathlin
L'île de Rathlin (en irlandais : Reachlainn ou Reachra) est une île au large des côtes de l'île d'Irlande. 
Elle se situe à 10 kilomètres de la côte irlandaise. Elle fait partie du comté d'Antrim, en Irlande du Nord. C'est la seule île habitée dépendant de l'Irlande du Nord.

## Histoire

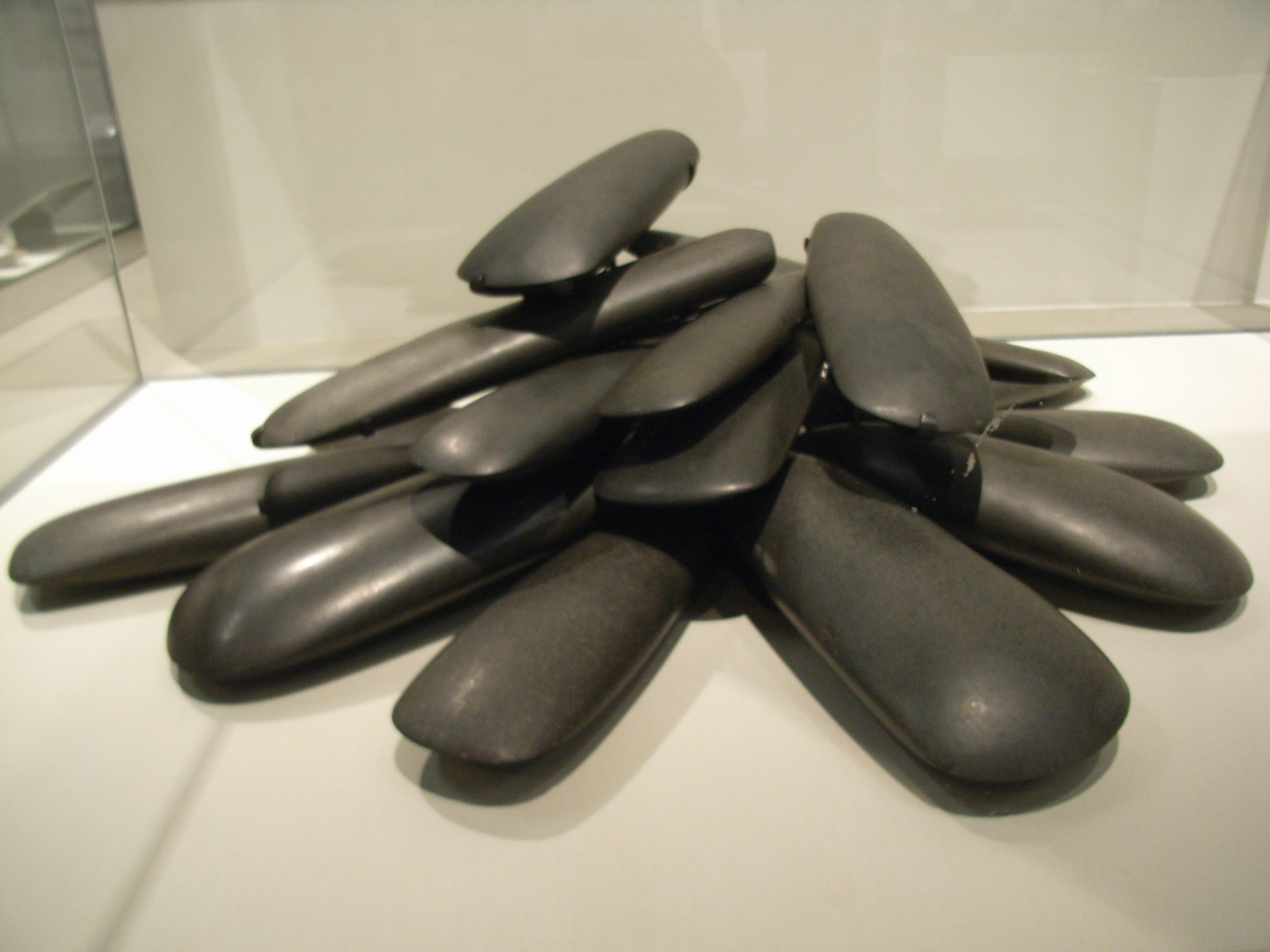
Pierres polies du Néolithique (-4500-2500 av. J.-C.), Brockley, île de Rathlin.

Rathlin était probablement connue des Romains. Pline se réfère à "Reginia" et Ptolémée à "Rhicina" ou "Eggarikenna". Au VIIe siècle, Adomnán mentionne "Rechru" et "Rechrea insula" qui pourraient bien être d'anciens noms de l'île.
Au XIe siècle, la version irlandaise de Historia Brittonum signale que le Fir Bolg "prit possession de l'île de Man et d'autres île  - Arran, Islay and 'Racha' " une variante possible.
Rathlin fut l'objet du premier raid Viking sur l'Irlande, d'après les Annales d'Ulster. Le pillage et l'incendie des églises se déroula en 795 ((en) The burning of Reachrainn by plunderers; and its shrines were broken and plundered.)
Robert the Bruce trouva refuge à Rathlin, que possédait la famille irlandaise Bisset, en 1306, vivant dans le château de Rathlin. Les Bisset furent dépossédés des Glens d'Antrim par les Anglais à cause de leur soutien aux Bruce. 
Plus tard, au XVIe siècle, les MacDonnells d'Antrim en sont devenus propriétaires.
Rathlin a connu de nombreux massacres. Au cours d'une expédition en 1557, Sir Henry Sidney dévaste l'île. En juillet 1575, le comte d'Essex envoie Francis Drake et John Norreys attaquer des réfugiés écossais sur l'île : des centaines de femmes et d'enfants du Clan MacDonnell sont tués,.
Aussi, en 1642, les soldats de Covenanter Campbell de l'Argyll's Foot sont encouragés par leur commandant, Sir Duncan Campbell d'Auchinbreck, à tuer les MacDonalds, des catholiques locaux, proches parents de leur Clan ennemi dans les Highlands écossais du Clan MacDonald. Ils précipitèrent les femmes des MacDonald du haut des falaises sur les rochers où elles trouvèrent la mort,.
Le nombre estimé des victimes varie de cent à trois mille.
À la fin du XVIIIe siècle, Rathlin devient un important centre de production de kelp.
Au XIXe siècle, un visiteur anglais découvre que l'île s'est donné un gouvernement particulier en élisant un juge, siégeant sur un trône en gazon ((en) "throne of turf").
La première liaison radio sans fil est établie le 6 juillet 1898 par les employés de Guglielmo Marconi, entre le phare de Rathlin et Kenmara House à Ballycastle.
Plus récemment, Richard Branson s'est écrasé avec son ballon à air chaud dans la mer, au large de Rathlin Island en 1987, après avoir battu le record de la traversée de l'Atlantique à partir du Maine.[réf. nécessaire]
La population de l'île est montée jusqu'à mille habitants au XIXe siècle. Actuellement, en hiver, on compte une centaine de résidents. 
L'île est renommée pour ses populations d'oiseaux et ses hautes falaises. Les plongeurs sont également nombreux à venir explorer les épaves qui parsèment les fonds marins environnants.
Le dialecte de Rathlin Island, issu de la langue irlandaise, est maintenant éteint. Il est décrit comme une langue intermédiaire entre le gaélique écossais et le dialecte irlandais.
L'île possède trois phares permettant la navigation dans le Canal du Nord,  le phare de Rathlin (Est), le phare de Rathlin (Ouest) et le phare de Rue Point.

## Personnalités liées à Rathlin
- Catherine Gage (1815-1892), botaniste, illustratrice botanique et ornithologique, a vécu toute sa vie sur l'île et y est enterrée.